# Agoniates
Agoniates es un género de peces de la familia Triportheidae en el orden de los Characiformes.

## Especies
Hay dos especies en este género:
- Agoniates anchovia C. H. Eigenmann, 1914
- Agoniates halecinus J. P. Müller & Troschel, 1845